# أوسكار كريستيان غوندرسن
أوسكار كريستيان غوندرسن هو محامي وقاضي ودبلوماسي وسياسي نرويجي، ولد في 17 مارس 1908 في أوسلو في النرويج، وتوفي بنفس المكان في 21 فبراير 1991. نشط حزبياً في حزب العمال. وقد انتخب وزير التجارة والشحن ‏ (13 يناير 1962 – 28 أغسطس 1963) وانتخب Minister of Justice and Public Security ‏ (5 نوفمبر 1945 – 20 ديسمبر 1952) وانتخب Minister of Justice and Public Security ‏ (25 سبتمبر 1963 – 12 أكتوبر 1965).